# よル〜じげ トゥギャザーしようぜ!!
『よル〜じげ トゥギャザーしようぜ!!』は、2017年10月8日から長崎国際テレビ（NIB）で放送されているバラエティ番組である。

## 番組概要
ルー大柴が長崎の夜の街を夜とは限らず繰り出し、居酒屋やスナック・バー等を巡り歩きながら視聴者と触れ合ういわゆる『素人弄り』。
大柴自身は東京都出身であるが、祖父が長崎県（島原半島）出身であることから、長崎県で番組ができることを「ベリーハッピー」と語っている。
訪れる街は長崎市内のみならず、諫早や佐世保など長崎県内各市町の繁華街に及ぶ。番組名の一部となっているル〜はその名のとおり大柴のことを指し、彼の冠番組となっている。
この番組での触れ合いと番組で話す「ルー語」が話題となり、長崎では深夜番組にもかかわらず、6%ほどの世帯視聴率を出すほどの人気番組となっている。

## 出演者
- ルー大柴[6]
- キノコ増田
- 長崎亭キヨちゃんぽん - 準レギュラーとして最多出演している。
- 田中明日実 - ゲスト
- 塩田みう[7] - ナレーション

## 番組コラボ企画
- カジサックのじゃないと!（熊本県民テレビ）

2023年1月放送、当番組と同じ時間帯に熊本で放送しているカジサック（キングコング・梶原雄太）MCの番組「カジサックのじゃないと!」とTVerの共同コラボレーション企画、初回は熊本（kkt）の放送にルー大柴が出演し長崎（NIB）では収録の裏側が放送された。翌週は長崎（NIB）の放送にカジサックが出演し熊本（kkt）で番組の裏側が配信される。
長崎・熊本両番組とも放送時間が同時刻（土曜23時30分から）のローカル番組であることから双方の地域の視聴者が相互に番組を視聴することができないため、TVerのOTTサービスを利用したインターネット配信も同時に行われ相互視聴が可能となった。

## ネット局
いずれも日本標準時。不定期で放送時間が変更になる場合がある。
| 放送期間                                     | 放送時間                                        | 放送局         | 対象地域 | 備考   |
| -------------------------------------------- | ----------------------------------------------- | -------------- | -------- | ------ |
| 2017年10月8日 - 2021年3月28日 2021年4月3日 - | 日曜 0:55 - 1:25（土曜深夜） 土曜 23:30 - 23:55 | 長崎国際テレビ | 長崎県   | 製作局 |
| 2021年10月7日 -                              | 金曜 1:29 - 1:59（木曜深夜）                    | 福岡放送       | 福岡県   |        |

TVerにて番組の動画配信を行っている。